# Septoria caryae
Septoria caryae è una specie di fungo ascomicete parassita delle piante. Causa la septoriosi della pianta di noce.